# Коваленко, Роман Олегович
Коваленко Роман Олегович (род. 10 июня 1995, Усть-Каменогорск) — казахстанский хоккеист.

## Биография
Воспитанник Усть-Каменогорского хоккея.
Карьеру хоккеиста начал в 2009 году в клубе «Торпедо» (Усть-Каменогорск).
В сезоне 2011—2012 впервые участвовал в Кубке Казахстана и Чемпионате Казахстана в составе клуба «Казцинк-Торпедо» (Усть-Каменогорск). В этом же сезоне хоккеист перешёл в омский клуб «Авангард».
С 2012—2014 года был в составе хоккейного клуба «Ястребы» (Омск), в 2014 году перешёл в новосибирский клуб «Сибирские Снайперы».
В 2015 году вернулся в Казахстан в клуб «ШКО» (Усть-Каменогрск) и участвовал в Кубке Казахстана-2015 и Чемпионате Республики Казахстан 2015/2016.
Был в составе клуба «Сарыарка» (Караганда) в сезоне 2017—2018.
В сезоне 2017—2019 играл в клубе «Темиртау» (Темиртау), хоккейном клубе «Бейбарыс» (Атырау), клубе «Горняк» (Рудный).